# Peter Lauremberg
Peter Lauremberg (* 26. August 1585 in Rostock; † 13. Mai 1639 ebenda) war ein vielseitiger Hochschullehrer, Rektor der Universität Rostock und Schriftsteller der Barockzeit.

## Leben
Peter Lauremberg wurde als Sohn des Professors Wilhelm Lauremberg in Rostock geboren. Wie sein jüngerer Bruder Johann besaß auch er eine poetische Ader. Den Fußstapfen des Vaters folgend, studierte er Medizin und Astronomie in Rostock und erwarb 1607 hier auch den Magistergrad. 1608 verfolgte er medizinische Studien in Leiden. Als Hofmeister bereiste er Belgien und Frankreich. 1611 promovierte Peter Lauremberg zum Doktor der Medizin in Paris und nahm an der Universität von Montauban seine erste Professur, die der Philosophie, an. Nach knapp drei Jahren verließ Peter Lauremberg Frankreich, kehrte 1614 in die Heimat zurück und akzeptierte eine Anstellung als Professor für Mathematik und Physik an das Hamburger Akademische Gymnasium. 1624 folgte er einem Ruf als Professor für Poesie, Mathematik und Medizin an der Universität Rostock, zu deren Rektor er 1635 gewählt wurde. In Rostock verblieb Peter Lauremberg bis zu seinem Tode.
Er verfasste eine große Zahl oft aufgelegter wissenschaftlicher Lehrbücher auf verschiedenen Wissenschaftsgebieten. Die 700 Artikel seiner riesigen Kuriositäten-Anthologie, der ersten ihrer Art in deutscher Sprache, zeugen von seinen umfassenden Kenntnissen. Ferner verfasste Lauremberg fünf Lautenstücke mit Widmungen in dem bedeutenden Lauten- und Liederbuch seines Freundes und späteren Pastoren Petrus Fabricius, der mit ihm in Rostock studierte.
Sein Sohn Jakob Sebastian Lauremberg war später Professor für Geschichte und der Rechte an der Universität Rostock. Seine Tochter Gertrud Lauremberg (1629–1705) war ab 1668 verheiratet mit Christian Hildebrand, Professor der Logik, ebenfalls an der Rostocker Universität.
In Hamburg ist seit 1951 der Laurembergweg und seit 1971 der Laurembergstieg im Stadtteil Wellingsbüttel nach Peter Lauremberg benannt.

## Werke (Auswahl)
- Procestria anatomica. Hamburg 1619 (Einführung in die Anatomie)
- Institutiones Arithmeticae. Hamburg 1621 (Mathematisches Lehrbuch)
- Porticus Aesculapi. Rostock 1630 (Einführung in die Medizin)
- Horticultura. Frankfurt am Main 1632 (Gartenbaulehrbuch mit Kupferstichen, verlegt bei Matthäus Merian)
- Apparatus plantarius. Frankfurt am Main 1632 (Pflanzenkunde, mit Kupferstichen von Matthäus Merian)
- Cynosura Bonae Mentis, Sive Compendiosa, facilis, & dilucida Instititio, Artificiosae Ratiocinationis, quae Vulgo Logica appellatur. Rostock 1633 (Digitalisat der SBPK Berlin)
- Acerra philologica, das ist, Zwey hundert außerlesene, nützliche, lustige und denckwürdige Historien (55 Auflagen bis 1754, laufend erweitert, ab 1688 Sieben hundert … Historien)